# نزهت‌نامه علایی
نزهت‌نامه علایی دائره‌المعارفی است دربارهٔ مسائل مختلف علمی و ادبی و تاریخی که شهمردان بن ابی‌الخیر رازی برای یکی از امرای بنی کاکویه به نام علأالدوله ابوکالیجار گرشاسپ بن علی بن فرامرز از آل کاکویه (۵۱۳–۴۸۸ قمری) (امارتش از ۱۰۹۵ تا ۱۱۱۹) حاکم در یزد، نوشته است. این کتاب یکی از اولین کتاب‌هایی است که دربارهٔ علوم طبیعی به زبان پارسی نوشته شده است؛ ولی با وجود اهمیت آن که از کهن‌ترین متون کهن پارسی است توجه لازم به آن نشده است. با توجه به شواهد موجود در کتاب، تاریخ نگارش آن باید بین سال‌های هجری برابر سال‌های ۱۱۰۲–۱۰۹۷ میلادی انجام شده باشد. بنا به اظهار خود نویسنده، برای نگارش کتاب بیش از صد جلد کتاب مطالعه کرده است و یک سال را صرف تدوین آن ساخته است.

## نسخه خطی و چاپی
از این کتاب ده نسخه خطی بجای مانده است که قدیمی‌ترین آن نسخهٔ کتابخانه بودلین در دانشگاه آکسفرد به شماره ۱۴۸۰ می‌باشد که کتابت آن در تاریخ ربیع الاول ۷۰۴ هجری قمری معادل ۱۳۰۵ میلادی انجام شده است. در این نسخه یادداشت‌ها و حواشی بسیاری به زبان‌های ترکی و عربی نوشته شده است. همچنین یکی از نسخه‌های دیگر کتاب که در کتابخانه چستربیتی در دوبلین موجوداست، بیش از پانصدسال پس از تاریخ تألیف کتاب، یعنی در سال‌های ۱۰۰۷–۱۵۹۹ استنساخ شده است. نزهت‌نامه لااقل بمدت ۵ قرن در داخل و حتی در خارج ایران مورد توجه و استفاده دانشمندان قرارگرفته است.
این کتاب در سال ۱۳۵۶ به همت فرهنگ جهانپور در ۵۷۳ صفحه توسط بنیاد فرهنگ ایران منتشر شد که در کتابخانه مجلس شورای اسلامی موجوداست. انتشار مقدمه آن در ۱۱۷ صفحه در سال ۱۳۵۸ توسط ایشان به انجام رسیده است.

## اهمیت نزهت‌نامه علایی
- این کتاب از اولین دانشنامه‌های فارسی است. اولین کوشش‌ها برای طبقه‌بندی علوم می‌باشد.
- کتاب بیانگر میزان دانش عمومی دربارهٔ علوم متداول زمان خود است.
- از نظر سبک نگارش، این کتاب نشان‌دهنده مرحله دگرگونی زبان فارسی از مرحله سبک چهار قرن اول اسلام تا سبک‌های معرب قرن‌های بعدی می‌باشد.

## تأثیر نزهت‌نامه علایی
حدود نود سال پس از تحریر نزهت‌نامه علایی، ابوبکر مطهر جمالی یزدی در مقدمه کتاب خود فرخ‌نامه می‌نویسد:
«جماعتی از اقران … پیش این ضعیف شدند. یکی از ایشان تمنای مطالعه نزهت‌نامه علایی که شهمردان الموستوفی جمع کرده است یادکرد. درحال، حاضرکردم و آن را تأمل می‌کردند و به چشم اعزاز و اکرام می‌نگریستند. درخدمت ایشان برخود واجب کردم که به موجب آن کتابی سازم نام آن فرخ‌نامه جمالی از کتب متفرق که از این انواع باشد و هر آنچه در نزهت‌نامه باشد الی ماشاالله.»
همچنین مؤلف کتاب تاریخ یزد که حدود چهارصدسال پس از شهمردان می‌زیست، در کتاب به خود به نزهت‌نامه علایی اشاره‌نموده و آن را با سیرالملوک خواجه نظام‌الملک و شاهنامه فردوسی از مراجع خود ذکرکرده است (تاریخ جدید یزد به اهتمام ایرج افشار. چاپ ۱۳۴۵. صفحه ۵).
افسانه‌هایی نیز در این کتاب وجوددارد که مانند عجایب نامه‌هاست. ۷۰ سال پس از تألیف نزهت‌نامه، محمد بن محمود بن احمد طوسی، کتاب عجایب المخلوقات و غرایب الموجودات را در سال‌های ۵۷۴–۵۶۲ قمری برابر ۱۱۷۷–۱۱۶۶ میلادی تألیف کرده است. هرچند در کتاب اشاره مستقیمی به کتاب شهمردان نشده است، ولی از برخی فصول آن چنین برمی‌آید که با آثار شهمردان آشنا بوده است.

## محتوا
علوم مختلف ازجمله نجوم، ریاضی، هندسه، کیمیا، طب، منطق، مردم‌شناسی، حیوان‌شناسی و معدن‌شناسی تشکیل دهندهٔ اهم مطالب کتاب است.

## طبقه‌بندی فصل‌ها
این کتاب در دو قسم نوشته‌شده است که هر قسم شامل ۶ مقالت است.
- قسم اول

در خواص منافع و طبایع مردم و حیوانات از سباع و وحوش و بهایم و طیور و هوام و حشرات زمینی و آبی و اشجار و نبات و اجساد و جواهر و احجار
مقالت اول در کیفیت تأثیر خواص و طبع اخلاق و منفعت اعضا مردم. مقالت دوم دربارهٔ چهارپایان و وحوش و بهایم. مقالت سوم مرغان.
مقالت چهارم هوام و حشرات. مقالت پنجم اندر اشجار و حبوب و نبات و گیاه. مقالت ششم در اجساد و جواهر و احجار.
- قسم دوم

در چند خواص سبایع و فواید از علوم حسابی و نجومی و شناختن و دانستن هریک و چند حکایات و از اعمال پراکنده که به صنعت‌دست پیوندد.
بعلاوه در این قسم فصولی دربارهٔ داستان‌های شاهنامه و همچنین حکومت علی بن ابی‌طالب وجوددارد.
مقالت هفتم در اجساد چهارگانه و فصولی که به آسمان تعلق دارد زمان و مکان. مقالت هشتم در چند نوع از علوم. مقالت نهم در علم فراست و دانستن؛ (اعضای بدن). مقالت دهم در عالم علوی. مقالت یازدهم در تعبیر رؤیا. مقالت دوازدهم در چند نوع علمی و عملی کیمیا خضاب (رنگ).

## دربارهٔ کشاورزی
مقالت پنجم – اندر نبات و اشجار و حبوب که شامل هشت باب می‌شود.
باب اول اندر میوه و درختان با ساق
باب دوم اندر درختان مشموم و سپرغم که ده جنس است.
باب سوم چند جنس از درخت و نبات
باب چهارم اندر پالیزه و تره که بیست و دو جنس است.
باب پنجم اندر شناختن آمدن باران و زمستان و سرما
باب ششم اندر گزیدن گاو نیک
باب هفتم در نگاه داشتن درخت و بر و نهال
باب هشتم اندر بازداشتن آفت‌ها
داس که بدو شاخ رز بزنند بخون خرس یا بخون بزغ بیندایند کرم در آن شاخ نیفتد که بدو بریده باشند. آب شاخ رز بوقت بریدن بگیرند و با سیکی بیامیزند و در کوزه‌ای کنند و در میان رز بنهند ملخ آنجا نشود.

## نظر نویسندگان خارجی
ویلهلم پرْتْـش در فهرست کتاب‌های فارسی کتاب‌خانه‌ٴ گوتا (ص ۳۰–۳۶)، با تفصیل و هرمان اته در فهرست کتاب‌های فارسی بادلیان به اختصار (مجموعه‌ٴ ۹۰۶–۹۰۸) آن را توصیف کرده‌اند.